# Grazer Murinsel
Die Grazer Murinsel bzw., gemäß Projekt, Die Insel in der Mur ist eine künstliche Insel als schwimmende Plattform, die ab 1999 geplant, 2002 gebaut und im Jänner 2003 in der Mur inmitten von Graz eröffnet wurde, um im Rahmen des Kulturhauptstadtjahres (Graz 2003) neben dem Schlossberg ein zweites und modernes Wahrzeichen der Stadt zu schaffen. Anliegen der Projektbetreiber war es, Architektur und Kunst im öffentlichen Raum mit dem Erlebnis Wasser im Zentrum der Stadt zu verbinden.

## Entstehung, Nutzung
Nach einer Idee des Grazers Robert Punkenhofer (* 1965), Gründer und Direktor von Art & Idea, schuf der New Yorker Künstler und Designer Vito Acconci ein spektakuläres Objekt: Eine 50 m lange und 20 m breite Muschelform, die ein Freilichttheater und einen rundlichen „Dom“ (wie ihn der Künstler nennt) umfasst. Die künstliche Landschaft, aus der Verbindung der Formen „Kuppel“ und „Muschel“ entstehend, ist für rund 350 Besucher konzipiert. Im „Dom“ befinden sich ein Café (Insel-Café) und ein Kinderspielplatz.
Die „Insel“ liegt flussaufwärts des Edegger-Stegs, also wenig nördlich der Hauptbrücke, zwischen dem Schlossberg und dem Kunsthaus. Sie ist von beiden Murufern über einen Steg erreichbar.
Im Hinblick auf die zukünftige bzw. mittelbare Nutz- wie Verwertbarkeit des Artefakts wurde laut Prüfbericht des Stadtrechnungshofs Graz, betreffend den Jahresabschluss für das Jahr 2008 der Graz 2003 – Kulturhauptstadt Europas Organisations GmbH, für die Murinsel als betriebsgewöhnliche Nutzungsdauer eine solche von 25 Jahren zugrunde gelegt. Der erstausgestellte wasserrechtliche Bescheid zum Betrieb der Grazer Murinsel war bis zum 23. Dezember 2012 befristet. — Im Hinblick auf einen allfälligen ungünstigen Wasserrechtsbescheid ging man im Prüfungsurteil – trotz des offensichtlichen Auseinanderklaffens von wasserrechtlicher Nutzungsbewilligungsdauer und buchmäßig angesetzter Nutzungsdauer – davon aus, dass sich auch zum Zeitpunkt des Auslaufens der wasserrechtlichen Bewilligung ein positiver Verkehrswert der Murinsel ergäbe, zumal diese abbaubar und transportierbar, somit veräußerungsfähig wäre. Angemerkt wurde, dass für die Abbruchkosten eine entsprechende Rückstellung gebildet wäre. Im Jahr 2011 wurde von reservierten, einer eventuellen Entsorgung gewidmeten 821.000 Euro berichtet.
2013 (und 2023) wurde vom Bund die wasser- wie schifffahrtsrechtliche Bewilligung für jeweils weitere zehn Jahre erteilt. Noch 2013 sollte im Zusammenwirken mit Vito Acconci entschieden werden, in welcher technisch-architektonischen Form ein Sonnensegel über dem Artefakt angebracht werden wird. Diese Beschattungsvorrichtung soll Veranstaltungen im ungedeckten Freiluftbereich der Murinsel erleichtern. Diese Beschattung wurde jedoch aus Kostengründen nicht umgesetzt.
Mit Gemeinderatsbeschluss vom 12. Mai 2016 wurde die Generalsanierung der Murinsel mit einem Investitionsbudget von 1.038.162 Euro genehmigt. Grundlage waren ein für die Jahre 2017 bis 2021 zu erfüllendes Betriebskonzept sowie ein Businessplan. Die in der Öffentlichkeit immer wieder durchkommende Diskussion von bleibendem Erhalt und Betrieb der Insel fasste der Autor des Betriebskonzepts in seiner Diagnose so zusammen: Das Problem der Murinsel ist (…) das Image, das ihr gleichsam als Überbleibsel von 2003 anhaftet. Physische Schwerpunkte des Konzepts waren für die Zeit während der Sanierung sowie danach: Lager- und Technikraum für das Amphitheater, fixe Installation einer Eventbeleuchtung, Info-Bereich vor dem Café, Designshop sowie Showroom auf der oberen Ebene.
Ein weiteres Planungsvorhaben betrifft das Strömungsverhalten der Mur: An der Nordseite der Plattform soll der gegen Treibgut wirkende Rammschutz verstärkt werden. Das Hochwasser des 21. Juli 2012 (Höchststand: 6,4 m) hatte zu einer Tage dauernden Sperre der Murinsel geführt. War die Insel in ihrer Verankerung stabil geblieben, schlugen jedoch während zeitweiliger Verklausungen bis zu zehn Meter lange Baumstämme gegen den Rumpf der Plattform, in den Wasser eindringen konnte.

## Technik
Tatsächlich ist die Murinsel keine Insel, sondern ein schwimmender, luftgefüllter Hohlkörper. Dieser hat eine Masse von 170 Tonnen, dazu kommen 60 Tonnen für die beiden Zugangsbrücken und 92 Tonnen für die verschiedenen Aufbauten. Der Tiefgang beträgt 60 cm, der höchste Punkt ist etwa 6 m über dem Wasserspiegel. Gesichert ist das schwimmende Bauwerk durch die beiden Zugangsstege und zwei Stahlseile, die an einem Betonpfahl im Oberlauf der Mur verankert sind. Jedes der Stahlseile hat eine Tragkraft von 135 Tonnen, das entspricht etwa dem dreifachen jener Kräfte, die bei einem hundertjährlichen Hochwasser zu erwarten sind.

## Sonstiges
- Gemäß dem Menschenrechtsbericht der Stadt Graz 2014 (S. 73) gab es in den Jahren nach 2003 ein taktiles Modell der Murinsel, das die Gestalt und Dimension des Objekts für sehbehinderte und blinde Menschen tastbar machte. Dieses Modell, öffentlich platziert in der Nähe der Murinsel, war 2014 leider nicht mehr vorhanden.[11]
- Am Welt-Mädchentag, 11. Oktober 2017, wurde von der Stadt Graz (Referat Frauen und Gleichstellung) das Äußere der Murinsel pinkifiziert (Der Menschenrechtsbericht der Stadt Graz 2016/17, S. 18).

## Galerie

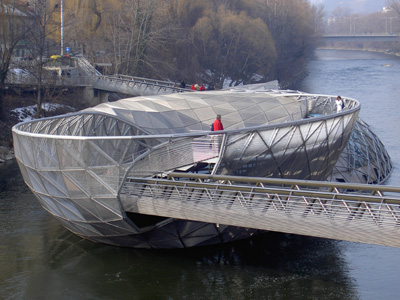
Murinsel
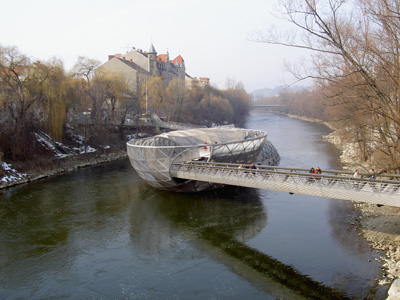
Murinsel
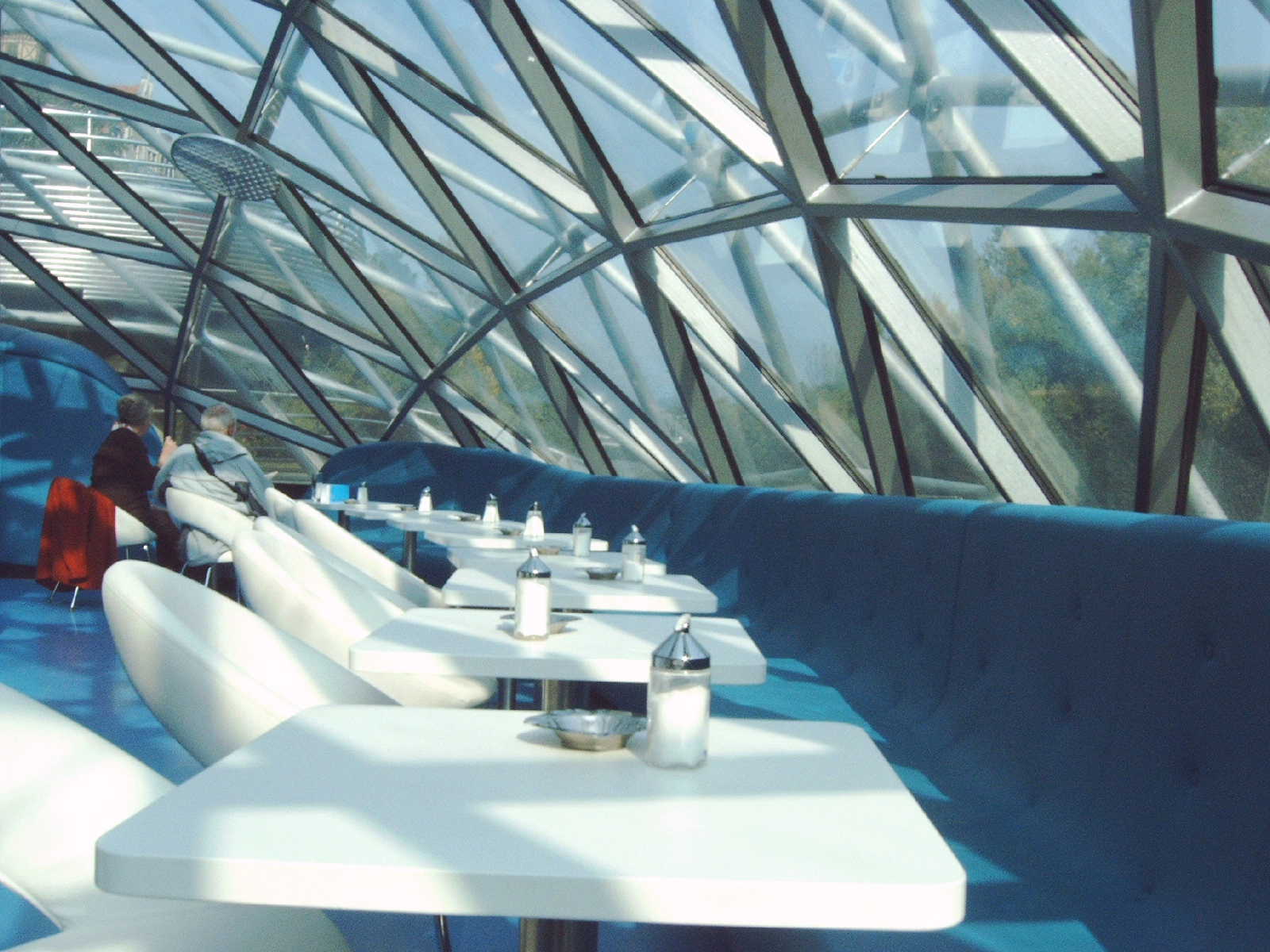
Innenansicht
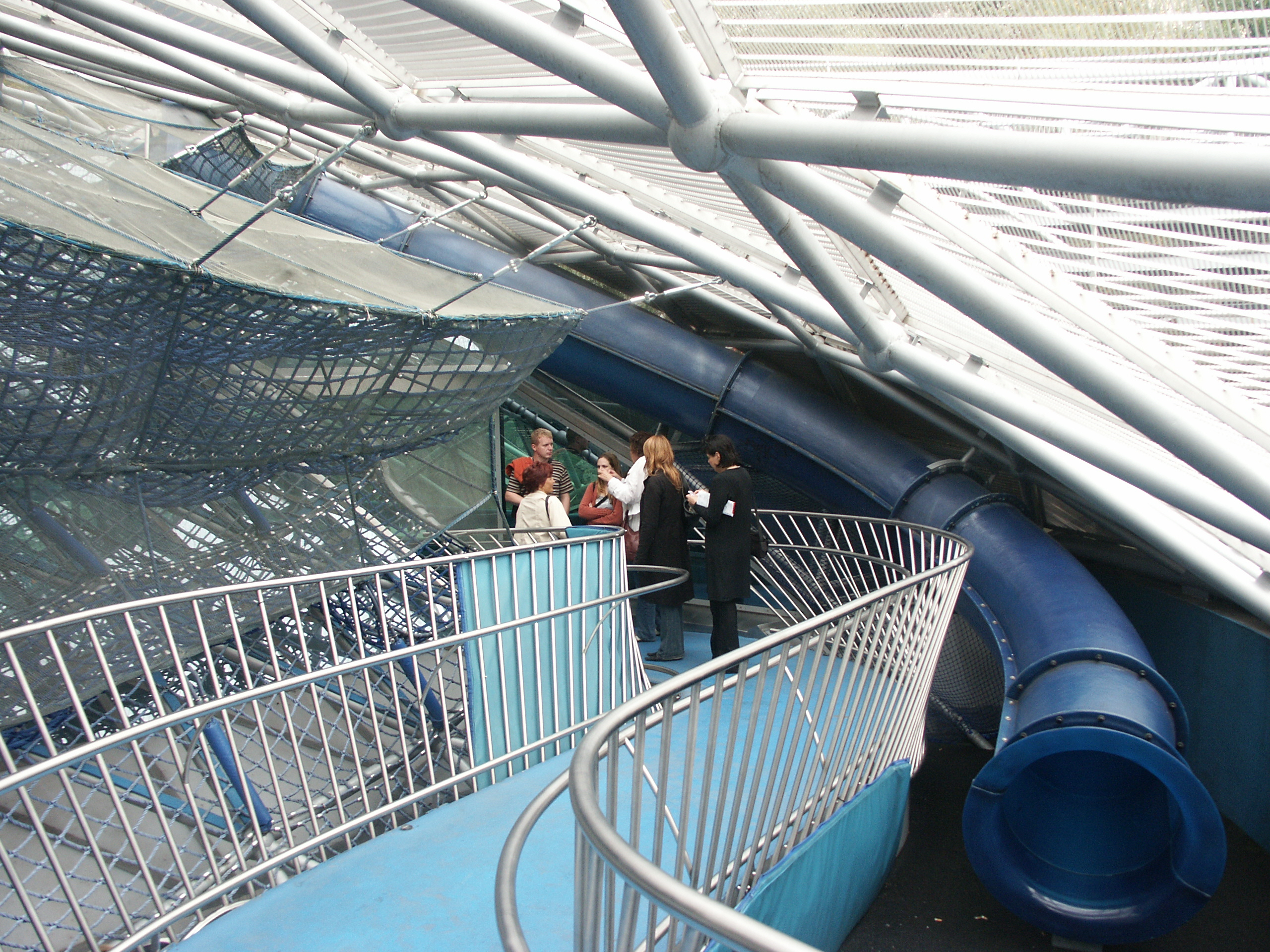
Netz-Klettergarten, Rutsche
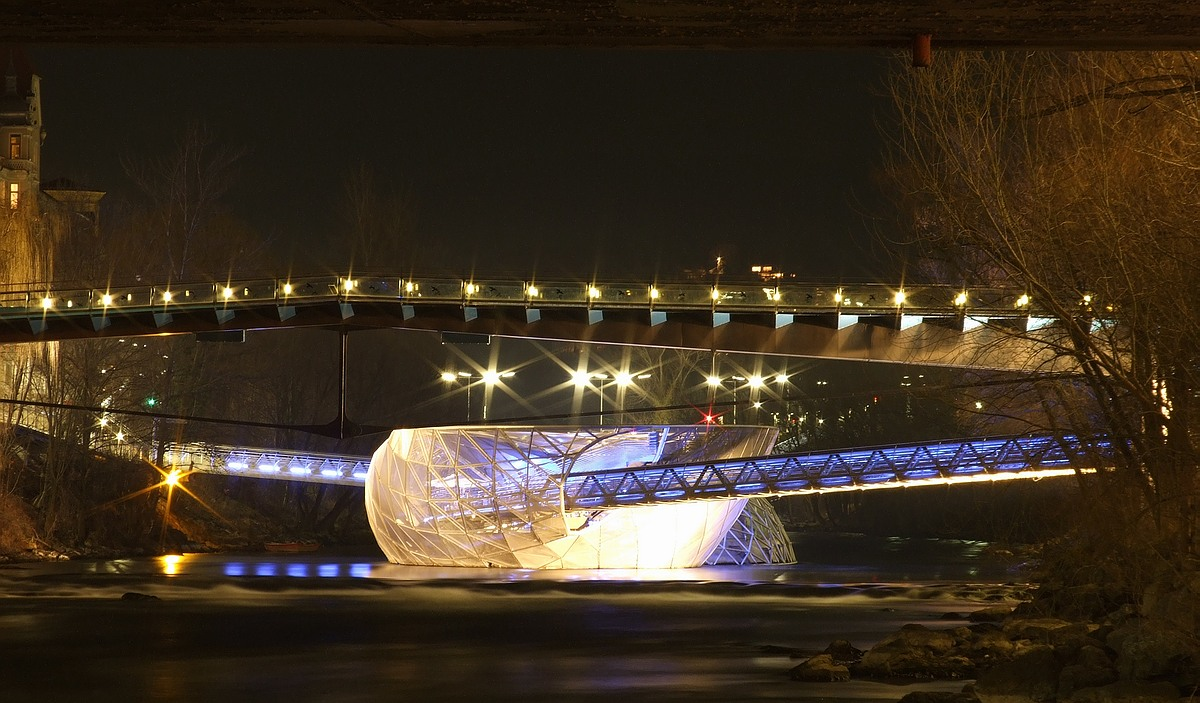
Nachtaufnahme
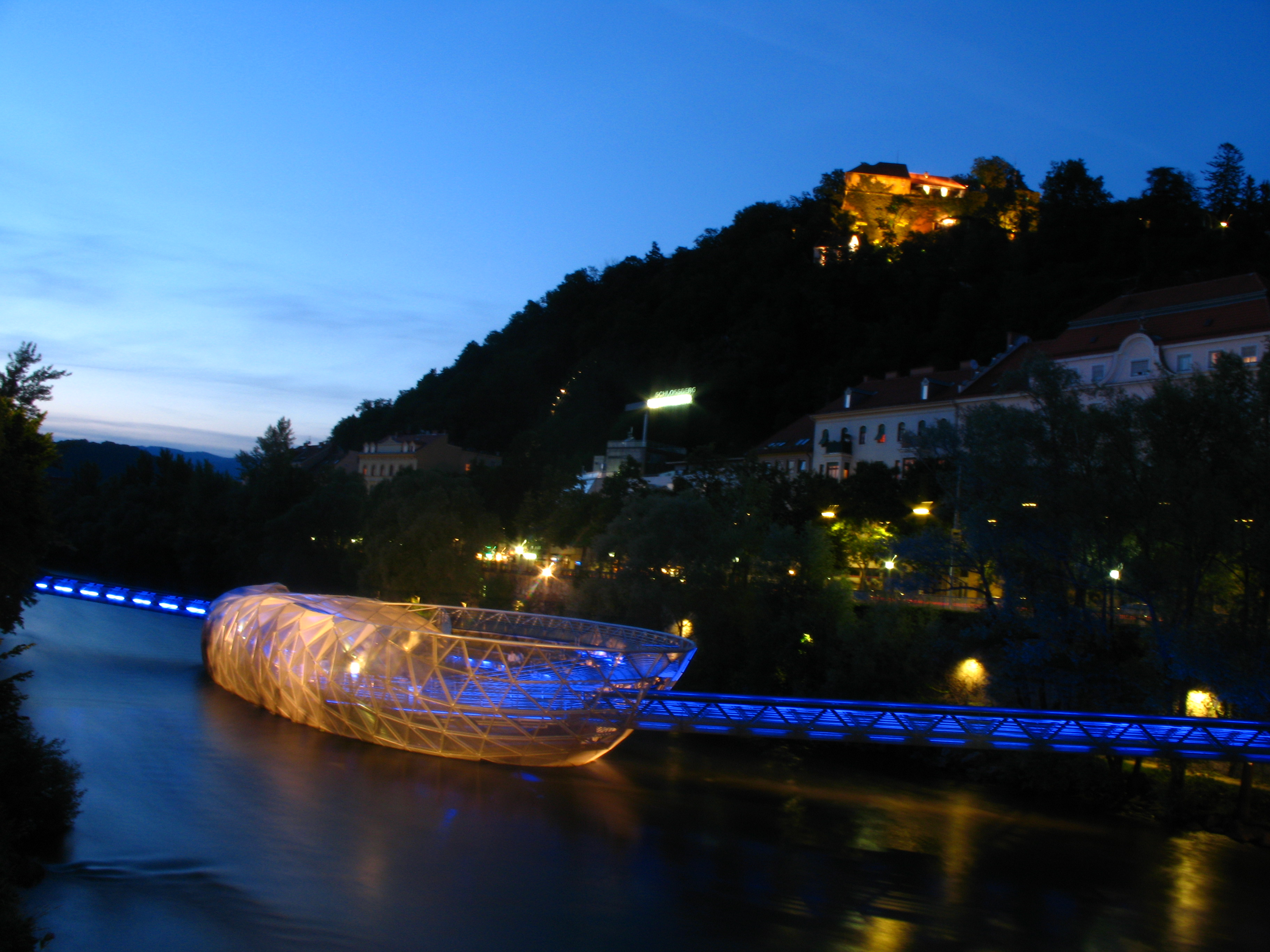
Nachtaufnahme
Innenansicht bei Nacht
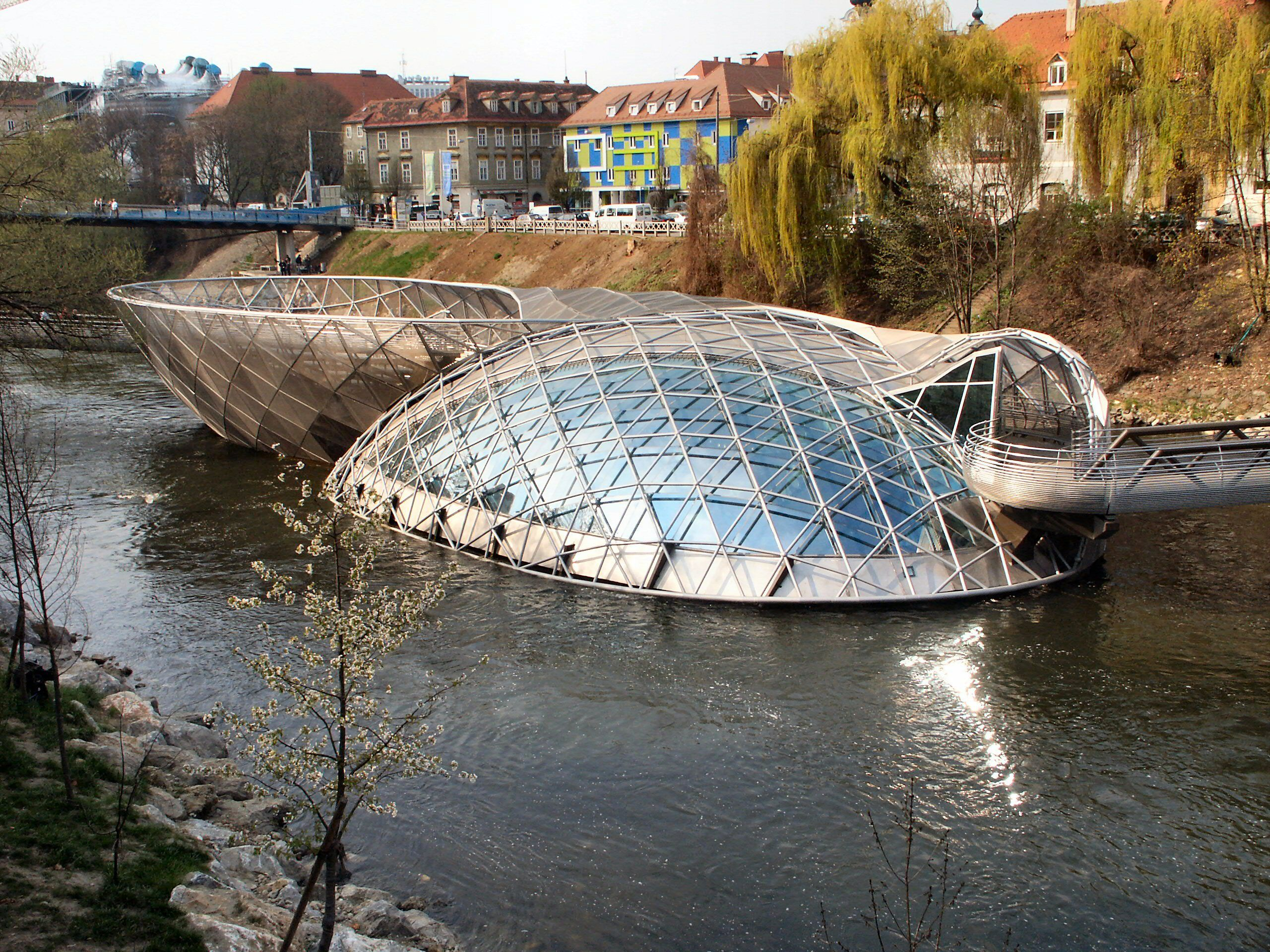
Murinsel, vom linken Murufer aus (auf Achse im Hintergrund: das ehemalige Bürogebäude 03 der Kulturhauptstadt 2003)
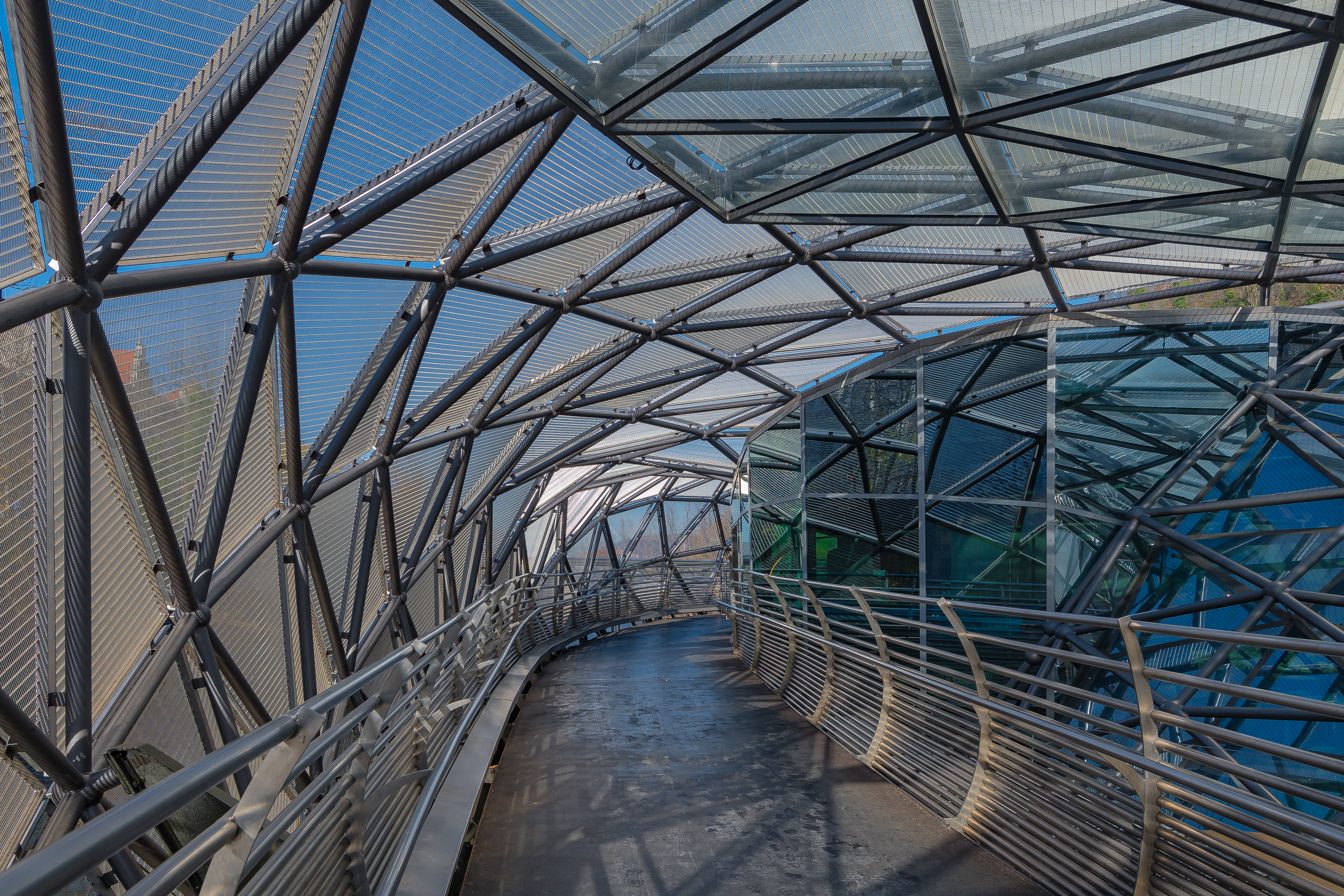
Gehweg Richtung Lendkai

### Video
- Felix Breisach: Die Insel in der Mur. Vito Acconci und die Plaza für das Neue Millenium. ORF/3sat/grazzweitausenddrei, eins54film, (Graz) 2003. ORF TVthek, 42:30 min, abgerufen am 21. August 2023.